# Ліхтенштейн на літніх Олімпійських іграх 2016
Ліхтенштейн на літніх Олімпійських іграх 2016 представлений трьома спортсменами у двох видах спорту: плаванні та тенісі. Жодної медалі олімпійці Ліхтенштейну не завоювали.

## Плавання
| Спортсмен    | Дисципліна                   | Попередній заплив | Попередній заплив | Фінал            | Фінал            |
| Спортсмен    | Дисципліна                   | Час               | Місце             | Час              | Місце            |
| ------------ | ---------------------------- | ----------------- | ----------------- | ---------------- | ---------------- |
| Крістоф Меєр | 400 м комплексом (чоловіки)  | 4:19.19           | 22                | Завершив виступ  | Завершив виступ  |
| Юлія Хасслер | 800 м вільним стилем (жінки) | 8:38.19           | 21                | Завершила виступ | Завершила виступ |

## Теніс
| Спортсмен      | Дисципліна               | 1/32 фіналу            | 1/16 фіналу        | 1/8 фіналу         | Чвертьфінали       | Півфінали          | Фінал / БМ         | Фінал / БМ       |
| Спортсмен      | Дисципліна               | Суперник Результат     | Суперник Результат | Суперник Результат | Суперник Результат | Суперник Результат | Суперник Результат | Місце            |
| -------------- | ------------------------ | ---------------------- | ------------------ | ------------------ | ------------------ | ------------------ | ------------------ | ---------------- |
| Stephanie Vogt | одиночний розряд (жінки) | Конта (GBR) L 3–6, 1–6 | Завершила виступ   | Завершила виступ   | Завершила виступ   | Завершила виступ   | Завершила виступ   | Завершила виступ |